# Homenaje a la Mujer del Mundo
El Homenaje a la Mujer del Mundo es una losa pictórica diseñada por Byron Gálvez. Se ubica dentro del Parque David Ben Gurión en la ciudad de Pachuca de Soto, en el estado de Hidalgo, México. Se ha convertido en uno de los monumentos y sitios turísticos más representativos de Pachuca.

## Historia
Su construcción comenzó en 2001, para después ser inaugurado el 13 de marzo de 2005 junto con el resto del parque. El artista hidalguense Byron Gálvez, es el autor de esta obra siendo una de sus más representativas. En el año 2013 se invirtieron más de novecientos mil pesos mexicanos en su restauración, la cual se llevó a cabo entre los meses de septiembre y noviembre.

## Ubicación
Se ubica en el centro del Parque David Ben Gurión, en la Zona Plateada en Pachuca, Hidalgo. Esta obra funciona como camino entre el centro de convenciones Tuzoforum y el Teatro Auditorio Gota de Plata. Al este se encuentran el Salón de la Fama del Fútbol en México, el Centro Interactivo Mundo Fútbol y la Biblioteca Central del Estado Ricardo Garibay, mientras que al noroeste se encuentra el hotel Camino Real.

## Descripción
El Homenaje a la Mujer del Mundo es seguido clasificado como mural peatonal, pisal o losa pictórica, esta última siendo la descripción utilizada por su autor. Es está comprendida por dos mil ochenta figuras formadas por alrededor de siete millones de mosaicos de cuarenta y cinco colores diferentes y doce tamaños. Tiene dimensiones de ochenta metros de ancho por cuatrocientos metros de largo, abarcando una superficie de treinta y dos mil metros cuadrados. 
En esta obra se pueden apreciar distintas mujeres representadas de manera abstracta, rodeadas de figuras geométricas de diferentes tamaños y diversos colores vivos. Está dividida en 16 módulos diferentes.

Detalles del mosaico
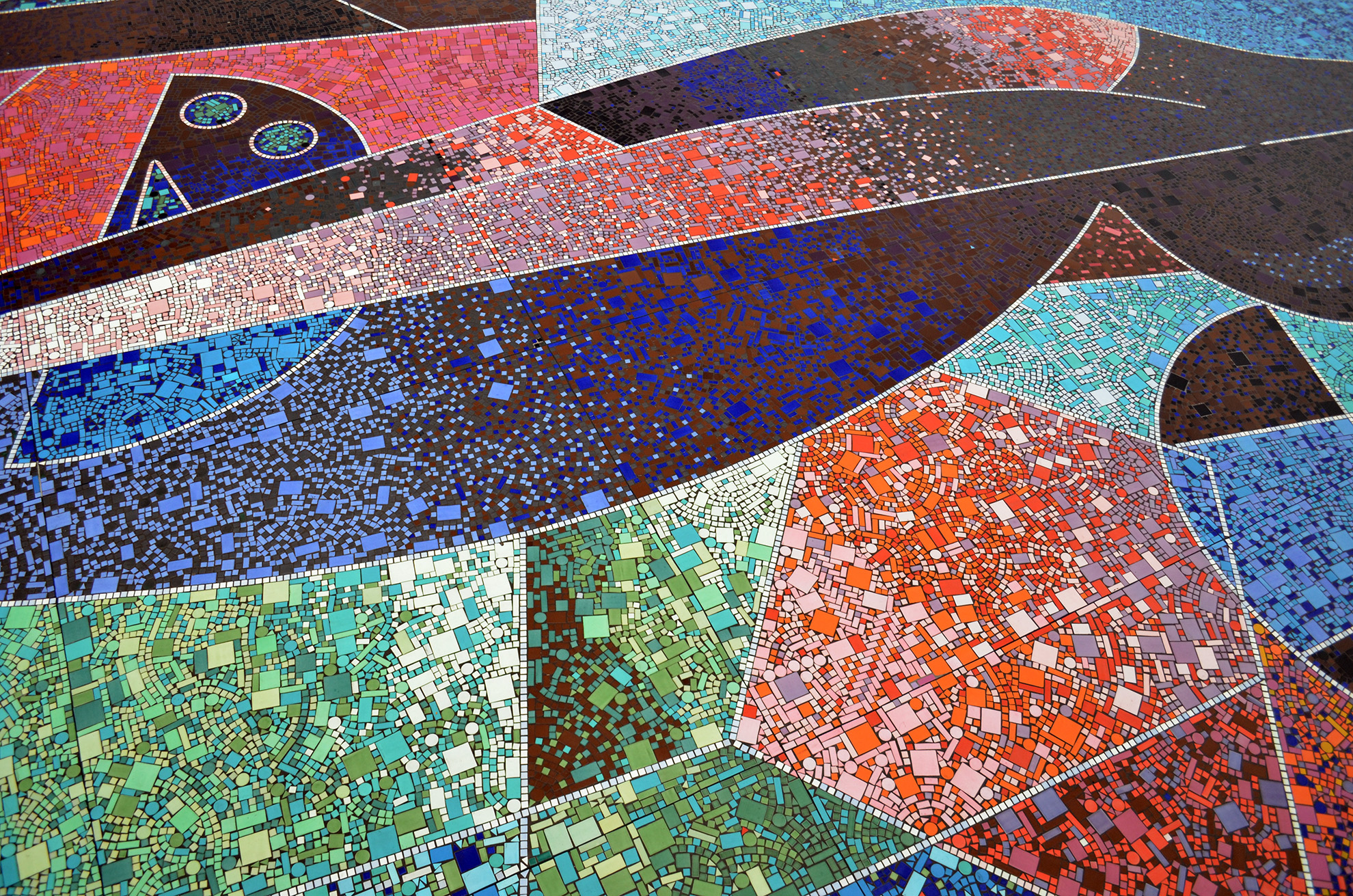
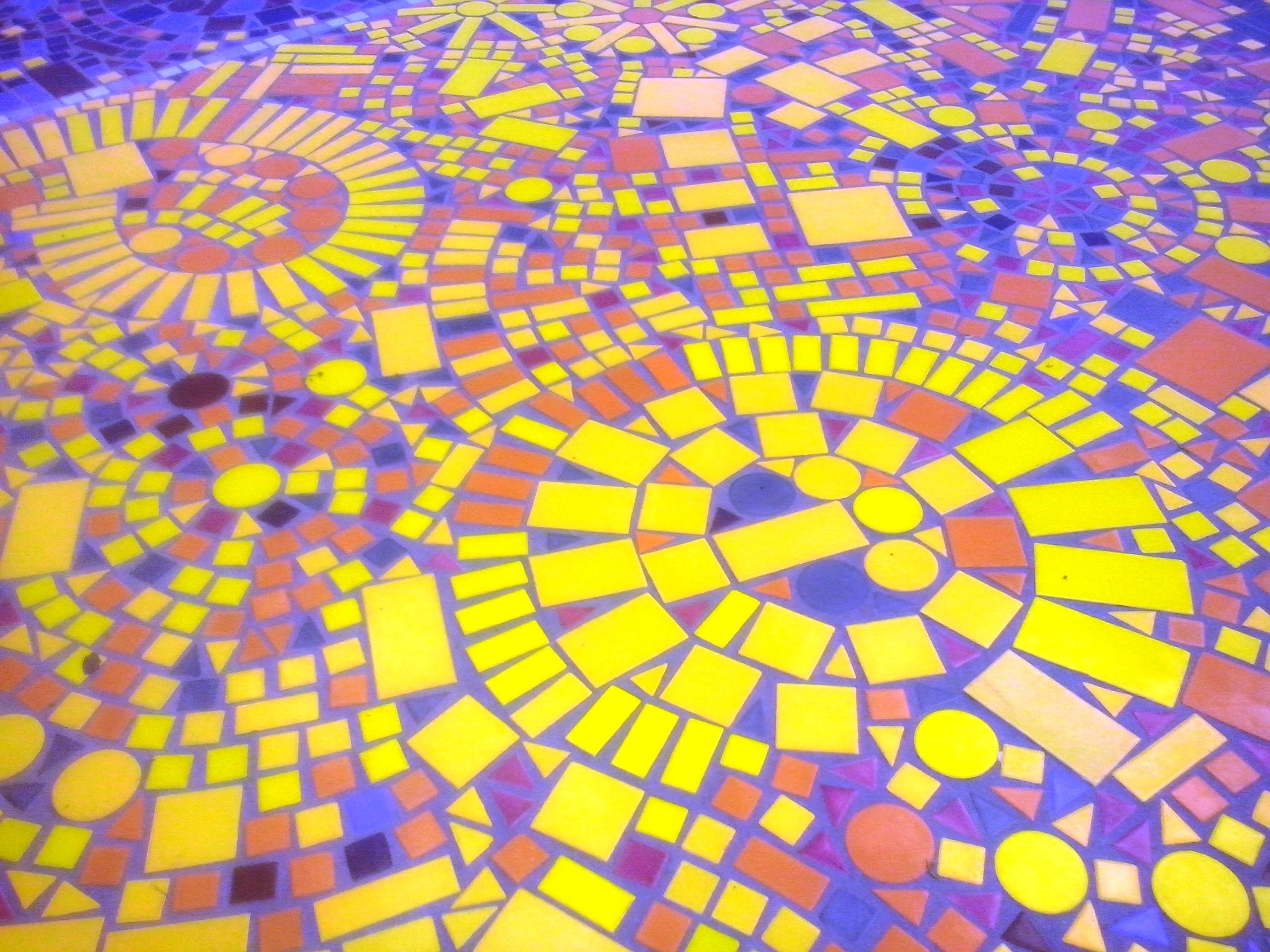
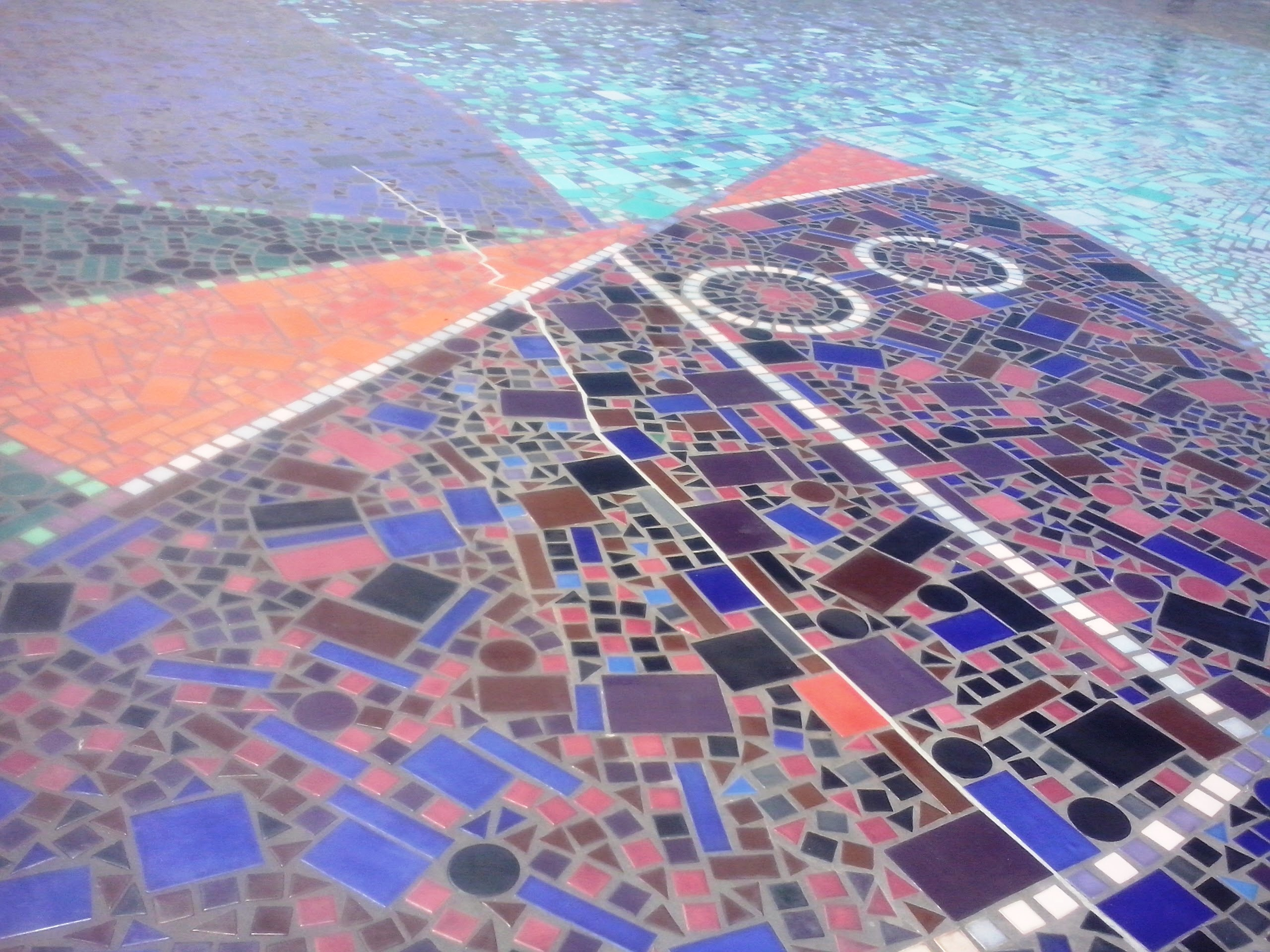
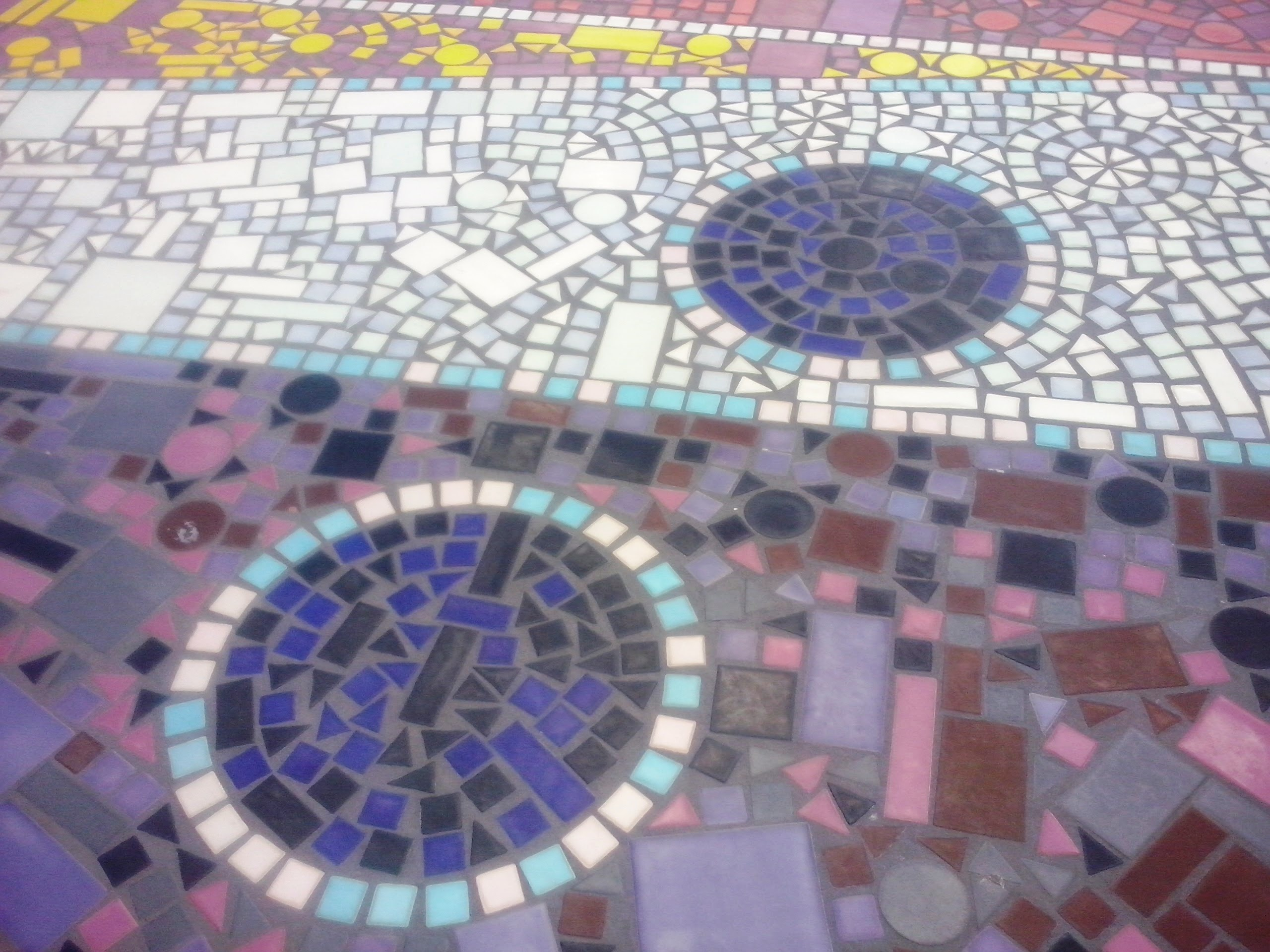
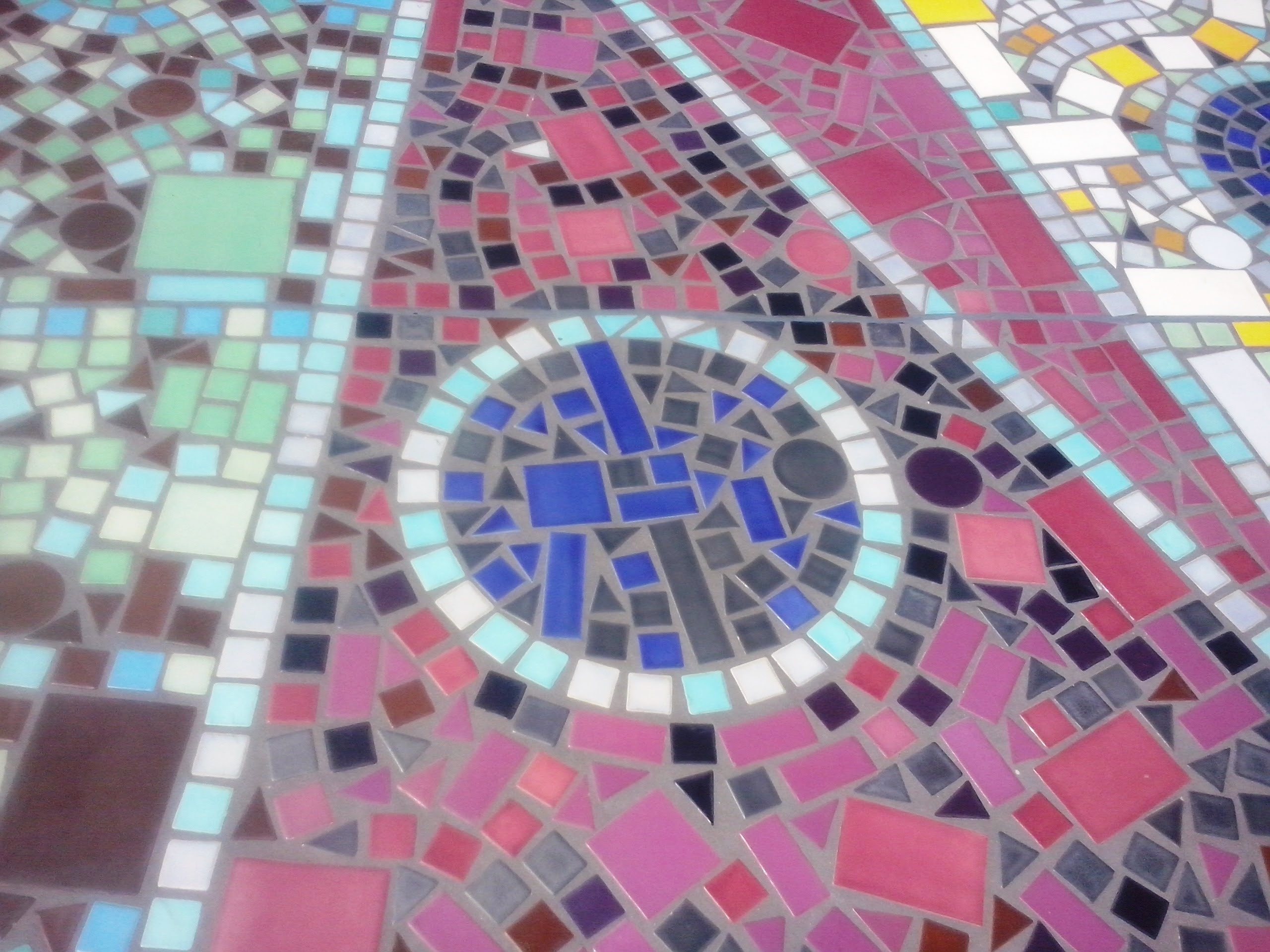